# José Vigil de Quiñones de León
José Vigil de Quiñones de León (Toral de los Guzmanes, 2 de febrer de 1788 – Madrid, 25 de gener de 1853) va ser un polític espanyol, marquès de Montevirgen i ministre durant la minoria d'Isabel II d'Espanya.

## Biografia
Fou president de la Comissió del Clergat en 1821 i un any després, en 1822, oficial vuitè de la Secretaria d'Hisenda, ascendint, en 1823, a oficial primer del Despatx d'Hisenda i cessant en finalitzar el Trienni liberal. Amb la mort de Ferran VII d'Espanya és, en 1834, Procurador, designant-se'l, a l'any següent, per ocupar el càrrec de director general de Rendes Provincials, i en 1837, director general del tresor, càrrec en el qual cessa un any després. Procurador per Lleó entre 1834 i 1836, després fou vicepresident del Congrés i va ocupar la cartera d'Hisenda des de setembre a novembre de 1838. Va ser Diputat a les Corts per Lleó en aquest mateix any i, més tard, en 1847, senador vitalici.